# 托瓦喬夫

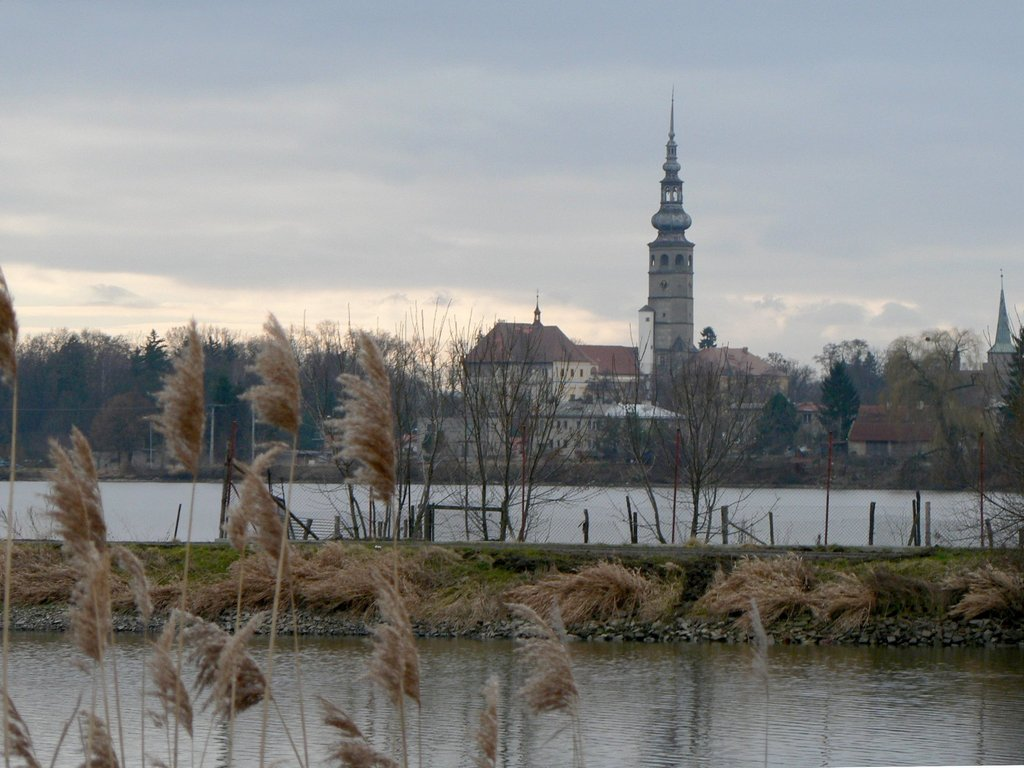

托瓦喬夫是捷克的城鎮，位於該國東部摩拉瓦河畔，由奧洛穆克州負責管轄，面積22.75平方公里，海拔高度201米，鎮上的教堂建於1786年，2006年人口2,616。

## 外部連結
- Municipal website （页面存档备份，存于）